# Дроховичі
Дрохо́вичі — село в Україні, у Стрийському районі Львівської області. Населення становить 113 осіб.
Згадується 23 квітня 1469 року в книгах галицького суду.
У податковому реєстрі 1515 року повідомляється про неможливість отримання податків з села через зруйнування татарами.
Місцева дерев'яна церква Прсв. Трійці 1722 (1772) р.

## Політика

### Парламентські вибори, 2019
На позачергових парламентських виборах 2019 року у селі функціонувала окрема виборча дільниця № 460322, розташована у приміщенні народного дому.
Результати
- зареєстровано 45 виборців, явка 88,89%, найбільше голосів віддано за Європейську Солідарність — 50,00%, за Всеукраїнське об'єднання «Батьківщина» — 22,50%, за «Голос» — 12,50%.[4] В одномандатному окрузі найбільше голосів отримав Андрій Кіт (самовисування) — 66,67%, за Євгенія Гірника (самовисування) — 17,95%, за Олега Канівця (Громадянська позиція) — 10,26%[5].